# 九段
九段（くだん）は、東京都千代田区にかつてあった町名。現在の九段北・九段南に相当する地域。現在でも地域名として使われており、地下鉄の駅名から九段下とも呼ばれる。
靖国神社、日本武道館、千鳥ヶ淵、旧江戸城田安門、清水門、北の丸公園がある。本項目では由来となった九段坂についても述べる。

## 概要
地名の由来
由来は九段の石段や九段屋敷である。日本橋川から田安台に向けて続く道が武蔵野段丘を上がるところに、9層の石段と「九段屋敷」という幕府の御用屋敷が造られたことに由来する。
歴史
この場所は道幅も広く急傾斜であったことから、江戸市中でも顕著な下町と山の手の境界であり、坂上からの展望が絶景であることから名所となった。
明治維新以後、坂上の幕府の馬場であった地帯を中心にして東京招魂社（靖国神社）が創建され、帝都東京の祝祭空間として繁栄をみせた。靖国神社の南側（旧富士見町）一帯が歓楽街（花街）として賑わったのに対し、北側には千代田区立九段中等教育学校（旧東京都立九段高等学校）や、和洋九段女子中学校・高等学校、暁星学園、白百合学園中学校・高等学校、三輪田学園中学校・高等学校などの歴史ある学校が数多く存在する文教地帯となっている。
関東大震災後の帝都復興計画の中で靖国通りが整備されたことに伴い、沿道地域を番町・富士見町から分立させて、1933年に九段一から四丁目の町域を定めた。当初は麹町区、1947年からは千代田区に属する。
1966年、靖国通りを境にして町域を南北に分割し九段北1-4丁目および九段南1-4丁目となったが、地元の町会は引き続き南北合同で「九段×丁目町会」として活動している。
九段下・九段上（九段坂下・九段坂上）は、行政地名として使用されたことはなく、市電・都電の停留所名として親しまれてきた。駅名・バス停のほか、交差点名として採用されている。

### 町名の変遷
| 実施後     | 実施年月日   | 実施前（特記なければ各町名ともその一部）                               |
| ---------- | ------------ | ---------------------------------------------------------------------- |
| 九段一丁目 | 1933年7月1日 | 飯田町一丁目、飯田町二丁目、飯田町四丁目、左記地域に沿接する官有無番地 |
| 九段二丁目 | 1933年7月1日 | 富士見町一丁目、富士見町二丁目（全域）、左記地域に沿接する官有無番地   |
| 九段三丁目 | 1933年7月1日 | 富士見町三丁目（全域）、四番町、三番町、左記地域に沿接する官有無番地   |
| 九段四丁目 | 1933年7月1日 | 四番町、三番町、左記地域に沿接する官有無番地                           |

| 実施後       | 実施年月日    | 実施前（各町名ともその一部）                         |
| ------------ | ------------- | ---------------------------------------------------- |
| 九段北一丁目 | 1966年10月1日 | 九段一丁目、九段二丁目、富士見町一丁目、飯田町一丁目 |
| 九段北二丁目 | 1966年10月1日 | 九段二丁目                                           |
| 九段北三丁目 | 1966年10月1日 | 九段二丁目、九段三丁目                               |
| 九段北四丁目 | 1966年10月1日 | 九段四丁目                                           |
| 九段南一丁目 | 1966年10月1日 | 九段一丁目、竹平町、代官町                           |
| 九段南二丁目 | 1966年10月1日 | 九段二丁目、三番町、代官町                           |
| 九段南三丁目 | 1966年10月1日 | 九段三丁目                                           |
| 九段南四丁目 | 1966年10月1日 | 九段四丁目                                           |

## 九段坂
江戸時代までは九層の階段となっており、徒歩でしか通行できない道であった。明治以後、段差を廃して坂道となったが、見上げるような急傾斜であったため、荷車を上げることは相当困難であった。そこで、食い詰めた人々が「立ちん坊」とよばれる人足となって九段坂下で待ち受けており、荷車を押すことによってなにがしかの報酬を得ていたという。
市電を建設する際にも、当時の技術では九段坂の急傾斜に線路を敷設することは不可能で、堀端の牛ヶ淵沿いに緩勾配の専用軌道を設置して、ようやく電車を九段上まで通すことができた。
1925年（大正14年）4月、東京市の復興事業の一つとして位置づけられた九段坂の改修工事が始まる。工事は九段坂の勾配（約九分の一）を緩和するために、俎橋より九段坂中腹まで陸橋構造とし、九段坂中腹から坂上までは道を掘り下げるものとなった
。
九段坂のシンボルとなっている「常灯明台」は、1871年（明治4年）に通りの北側、靖国神社入口（旧偕行社、日本住宅公団本部跡）に設置されたが、1930年（昭和5年）に震災復興計画による靖国通りの拡幅にともない、通りの南側、田安門入口に設けられた九段坂公園の現在地に移された。旧地であれば、江戸城内堀を通して大手町方面を一望する位置にあり、東京湾から見えたという伝承もうなづける。

## ギャラリー

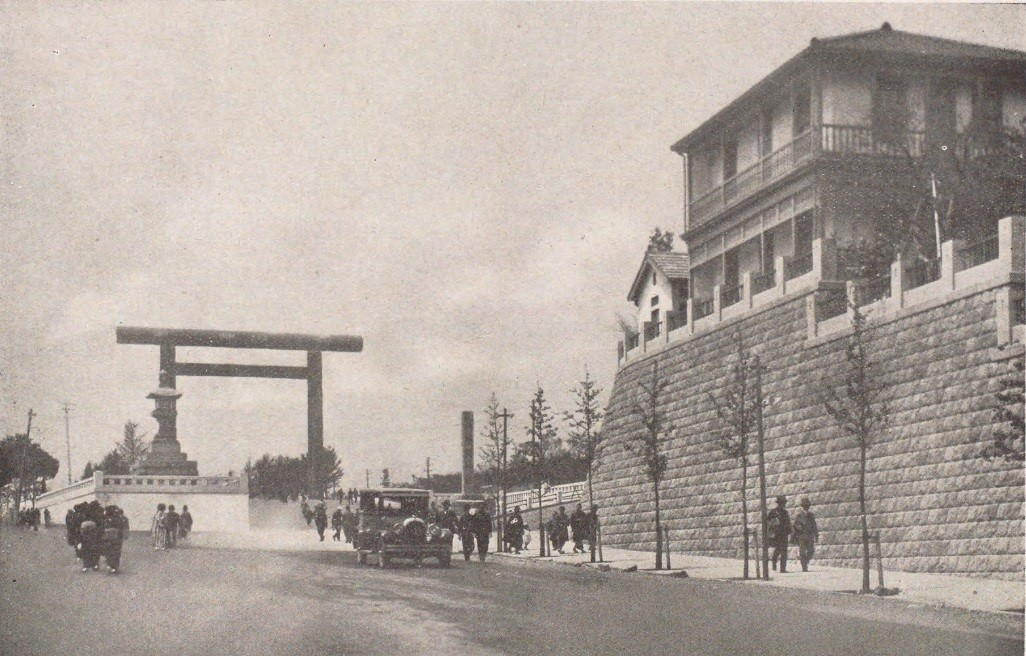
東京市長で震災復興長官の堀切善次郎の決断で削られた九段坂。後方に靖国神社の鳥居。昭和初期
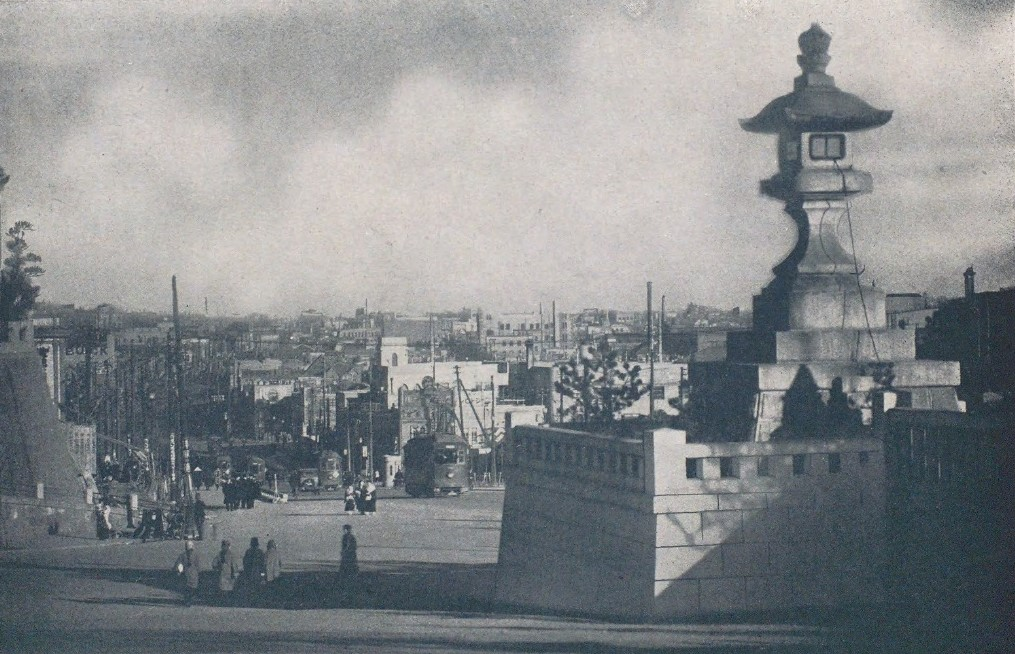
コンクリート舗装された九段坂。手前に靖国神社の祭灯。昭和初期
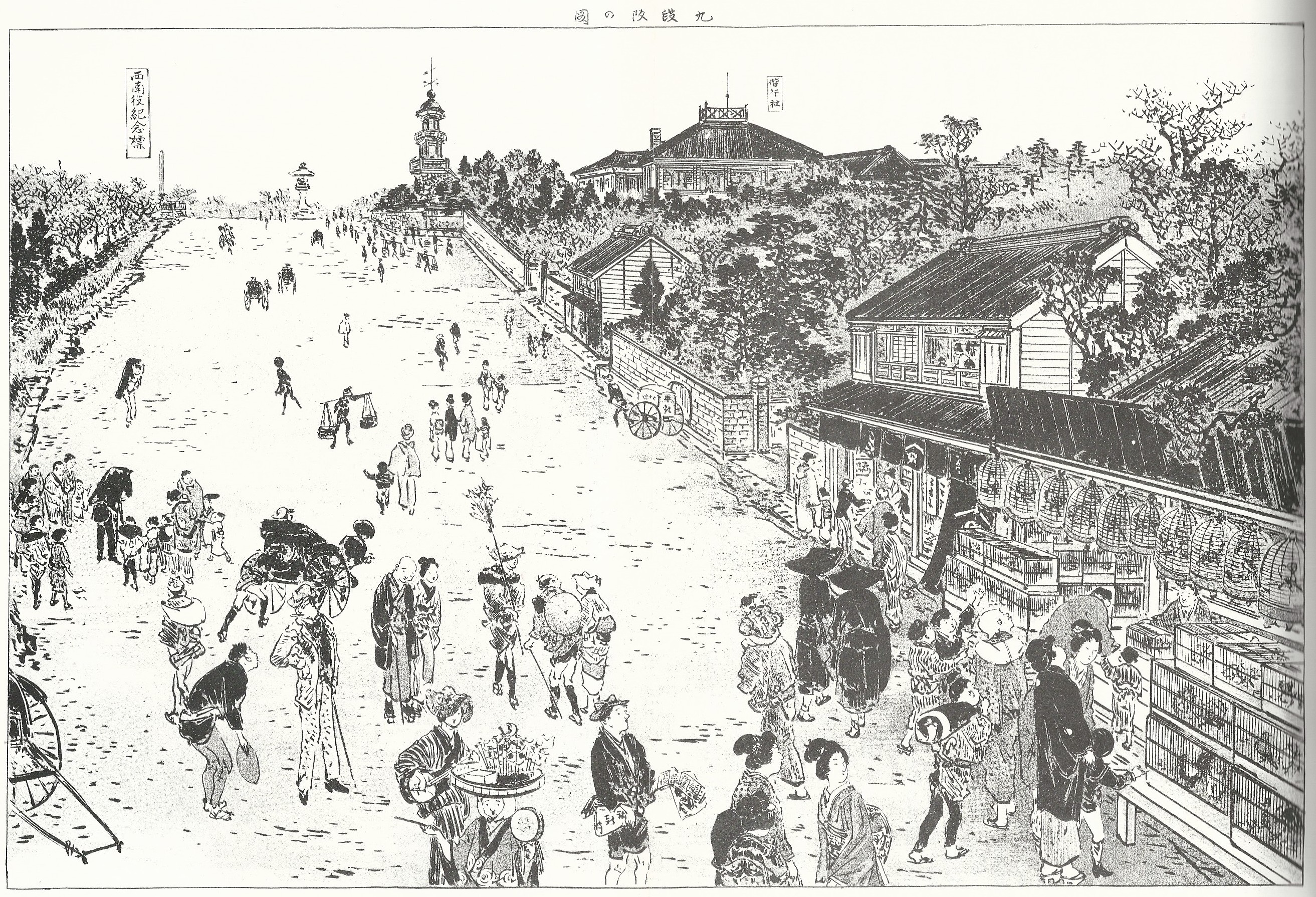
九段坂の図（『風俗画報』177号「東京名所図会・麹町区之部中」口絵、1898年）
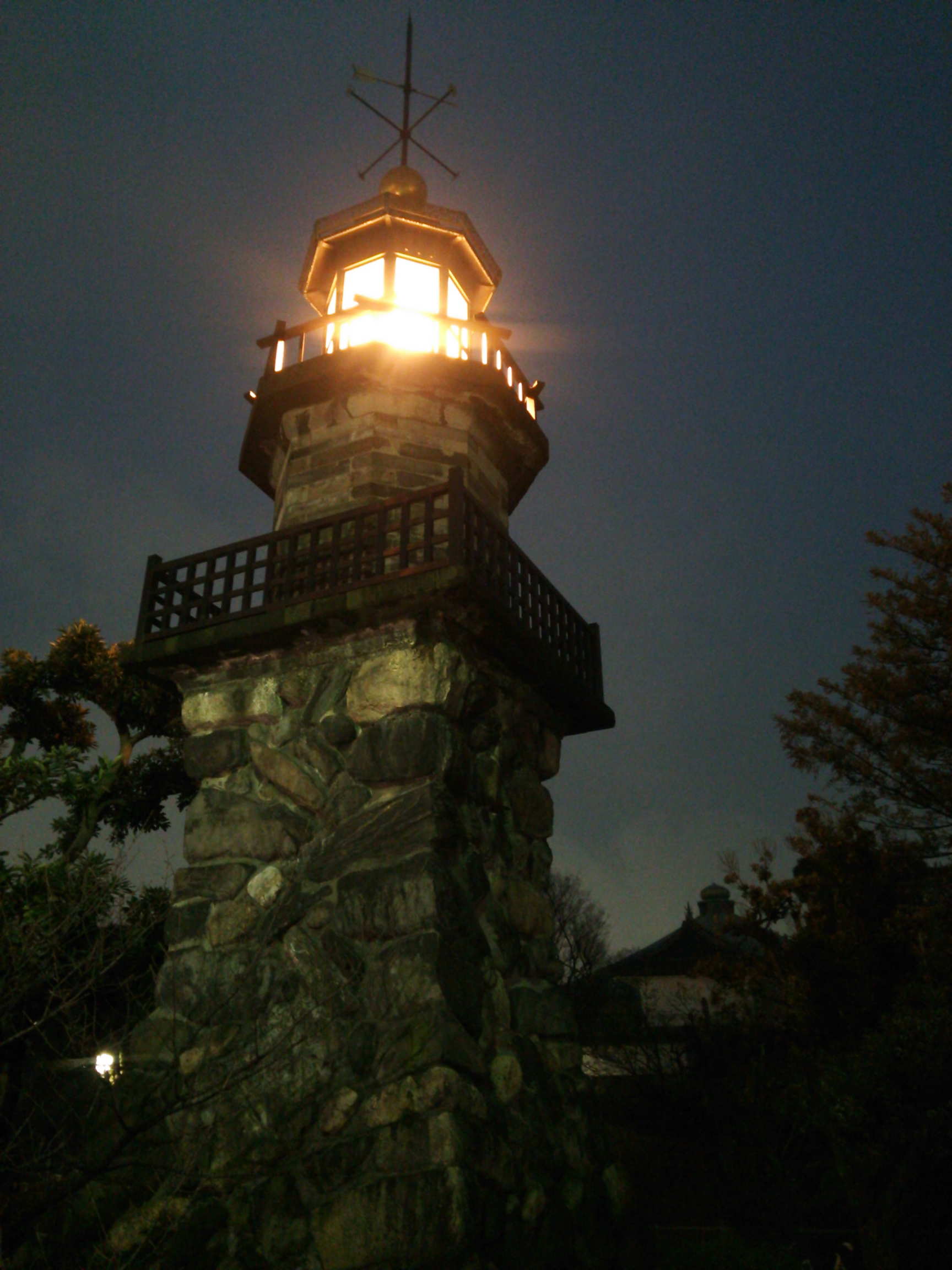
九段坂公園の常灯明台 （右後方は田安門渡櫓と武道館）